# Верхний Дзёляю
Верхний Дзёляю (устар. Верхний Дёля-Ю) — река в Берёзовском районе Ханты-Мансийского автономного округа. Устье реки находится в 205 км по правому берегу реки Хулга. Длина реки составляет 28 км. В 8 км от устья, по правому берегу реки впадает река Сагайёль.

## Данные водного реестра
По данным государственного водного реестра России относится к Нижнеобскому бассейновому округу, водохозяйственный участок реки — Северная Сосьва, речной подбассейн реки — Северная Сосьва. Речной бассейн реки — (Нижняя) Обь от впадения Иртыша.